# جبل إيدوغ
جبال إيدوغ هي سلسلة جبلية تقع بين ولايتي عنابة وسكيكدة بشمال شرق الجزائر تصل أعلى قمة بها إلى 1008 م وهي قمة بو زيزي. أحيانا تكسوها الثلوج في فصل الشتاء
معظم مساحة السلسلة مغطاه بغابات متوسطية مكونة من مختلف أنواع الأشجار.

## الحياة البشرية
تقع مدينة سرايدي على بعد 13 كم من مدينة عنابة على جبل أدوغ (850 م عن سطح البحر) في منطقة غابية.

## الحياة النباتية
تغطي المنطقة الجبلية بأكملها تقريبًا غابات البحر الأبيض المتوسط حيث يتعايش بلوط الفلين (Quercus suber)، وبلوط الزين (Quercus canariensis)، وقطلب أونيدو (Arbutus unedo)، والخلنج (Erica arborea)، لا تزال هناك بعض أشجار الكستناء (Castanea) حول قرية سرايدي، خصوصيتها أنها كانت موجودة هناك قبل وصول المستوطنين الفرنسيين في عام 1830 بوقت طويل.

## الحياة البرية
جبال الايدوغ هو المكان الوحيد في العالم حيث نجد سمندل شمال افريقيا.بالإنجليزية Pleurodeles poireti وهو نيوت رمادي صغير مهدد بالانقراض، وكذلك النوع الوحيد من قافزات الديل بدون أسنان معروفة في العالم لهذا يوم (Edoughnura)، وسلمندر الجزائر (Salamandra algira)، وشيهم مبذول (Hystrix cristata).
تم الإبلاغ عن وجود دب الأطلس (Ursus crowtheri) في جبال الايدوغ من قبل الإسبان الذين احتلوا قلعة عنابة عام 1535.

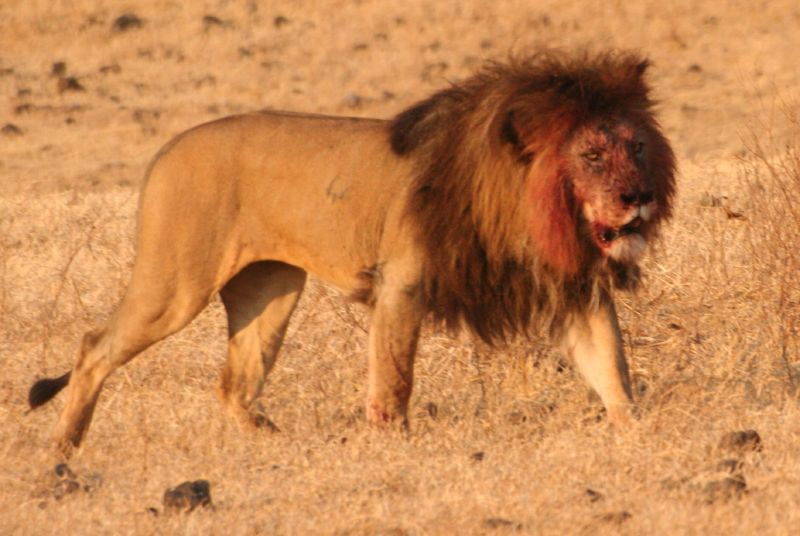
كتلة الايدوغ هي المكان الذي قتل فيه الأسد الأخير في الجزائر.

قُتل أسد الأطلس الأخير أو الأسد البربري (Panthera leo leo) من الجزائر في كتلة ايدوغ في عام 1890.
. ولا تزال بعض العينات في الأسر في بعض حدائق الحيوان في أوروبا والمغرب.

## معرض صور

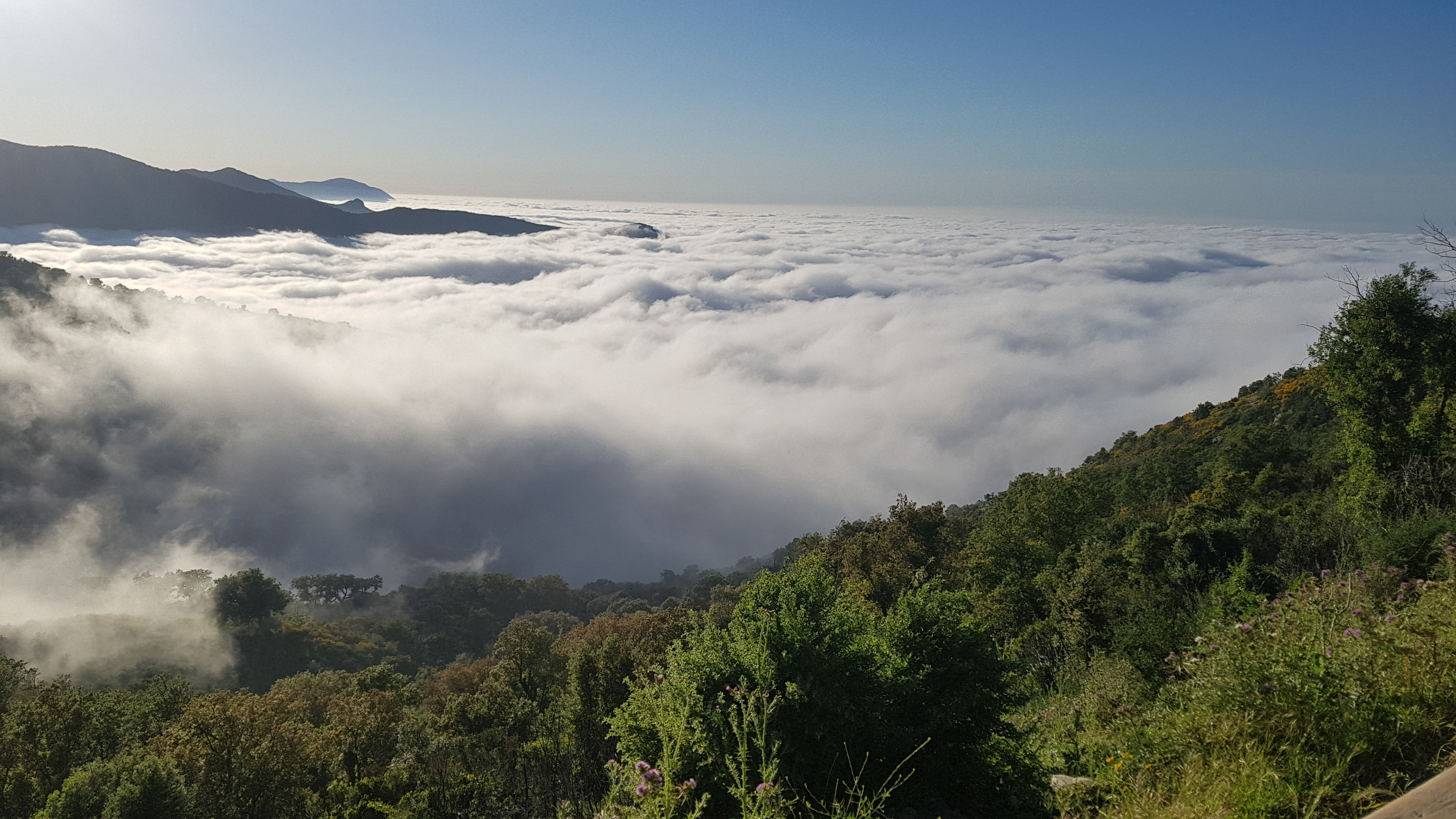
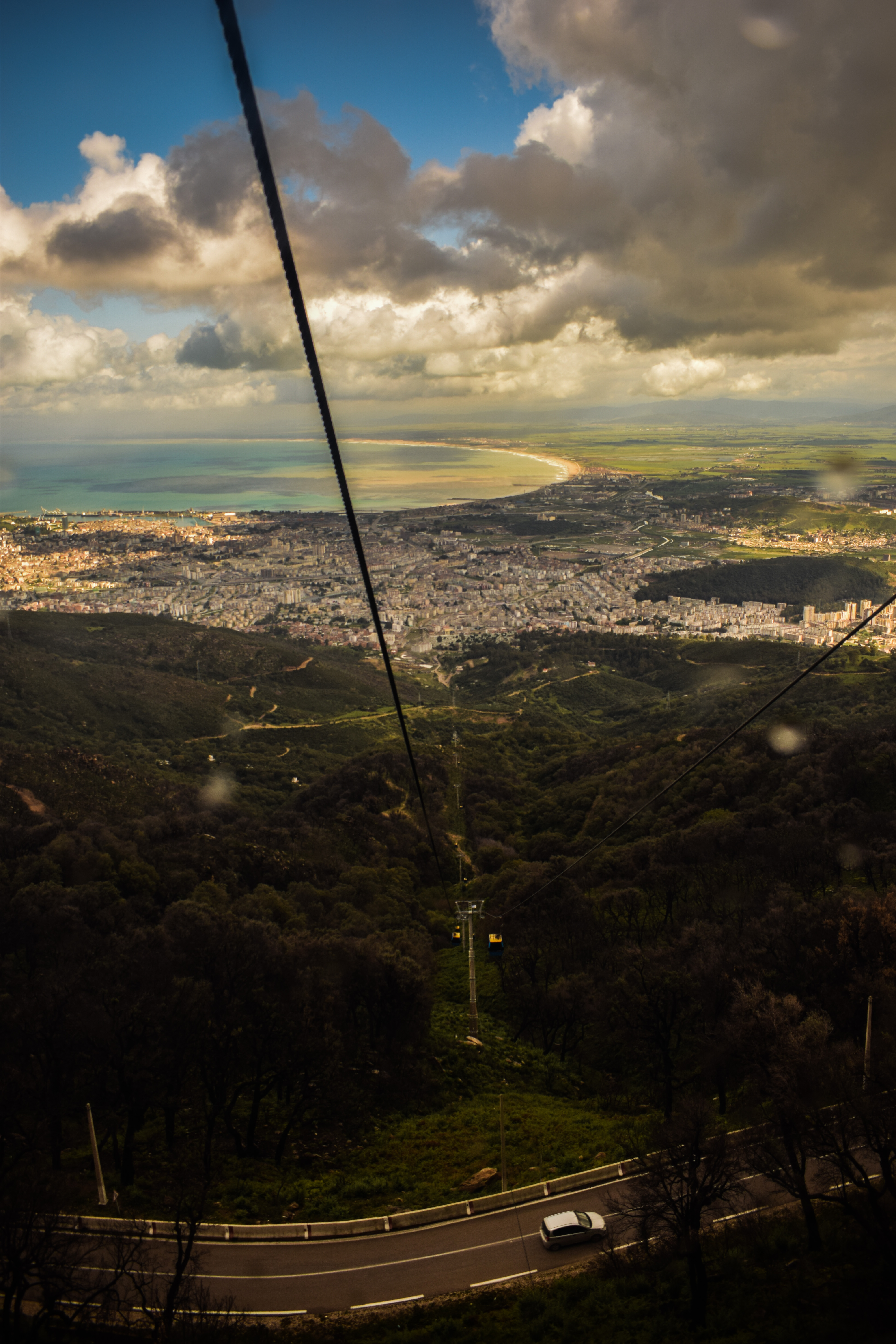
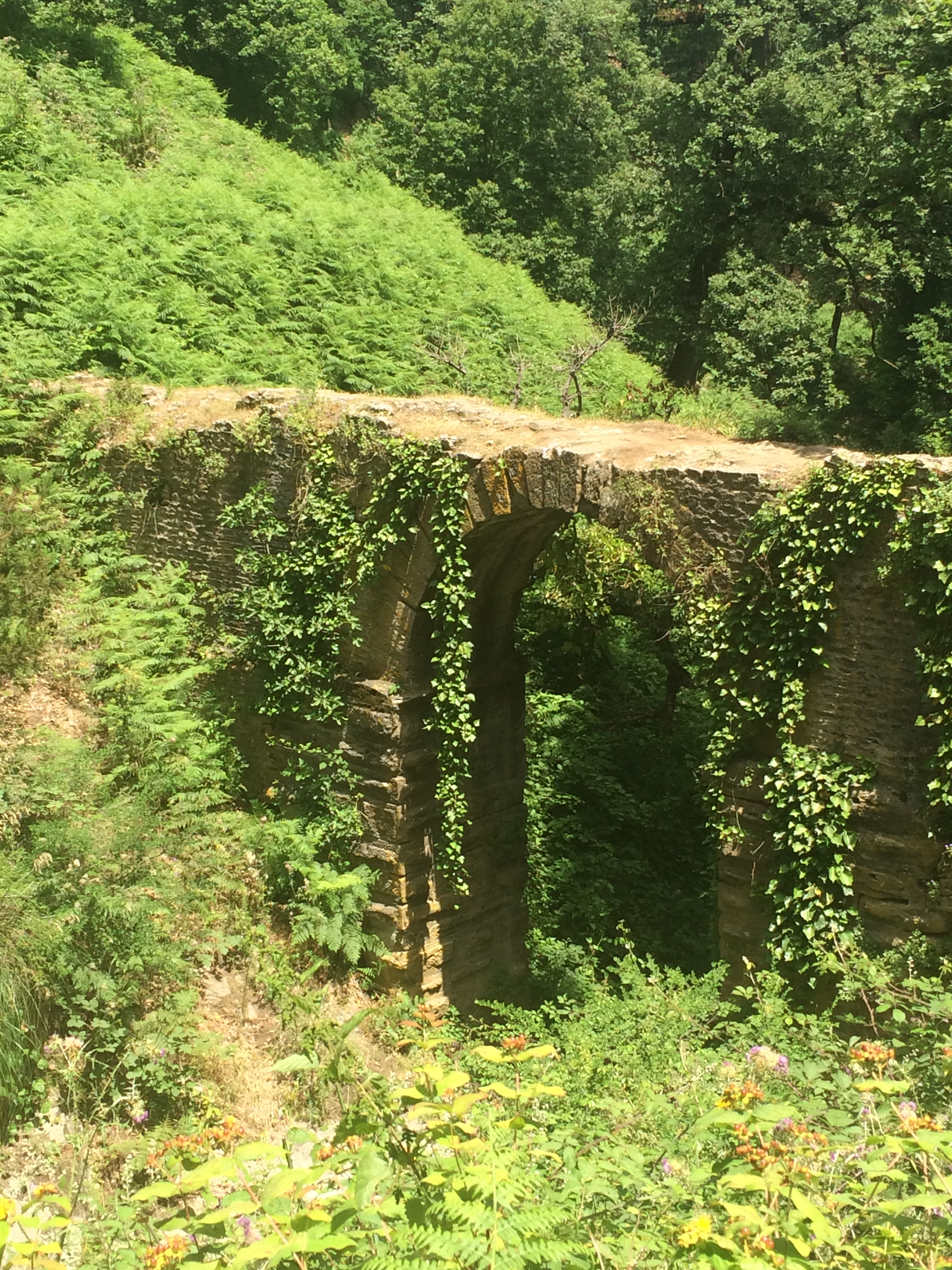
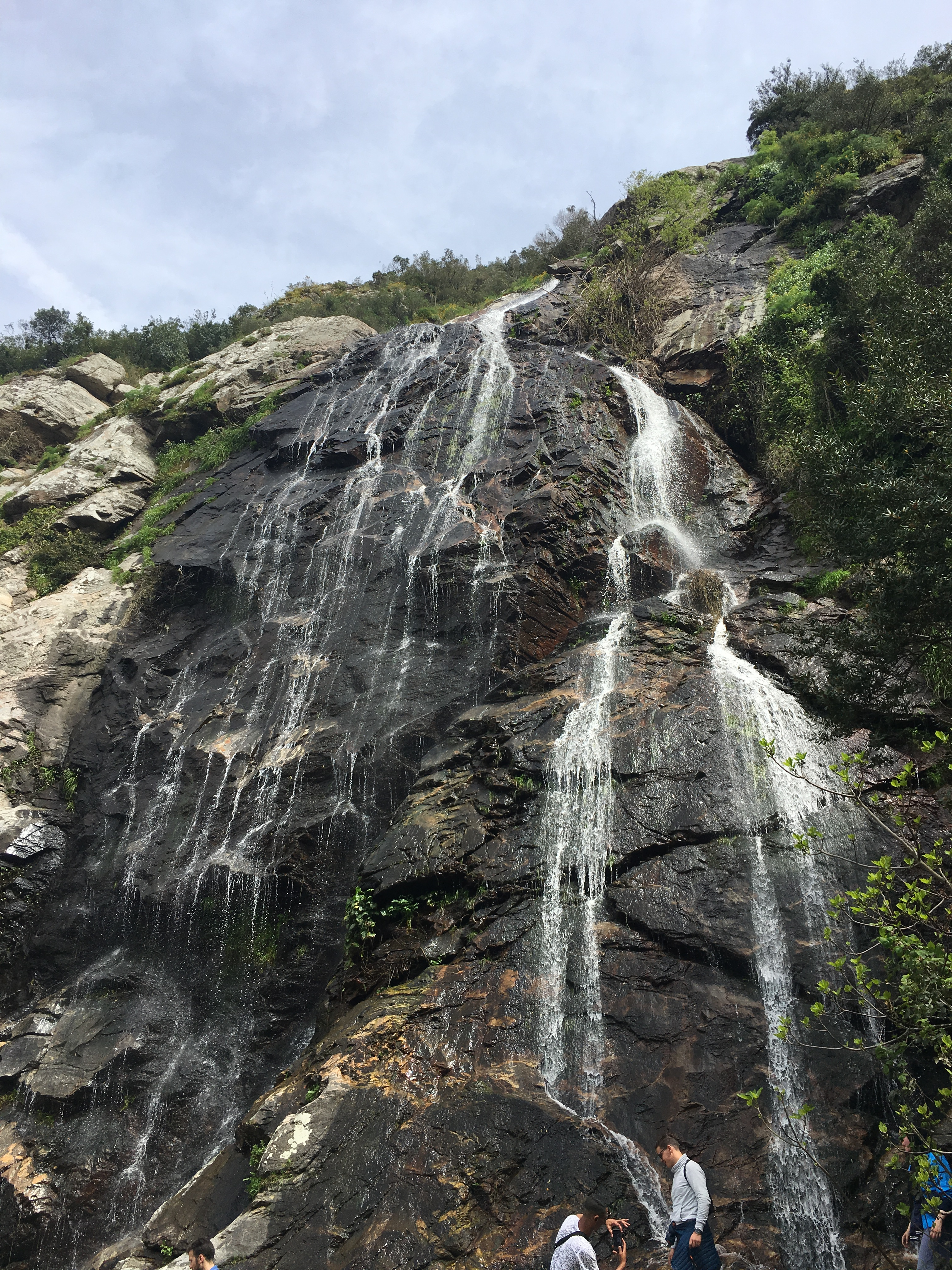
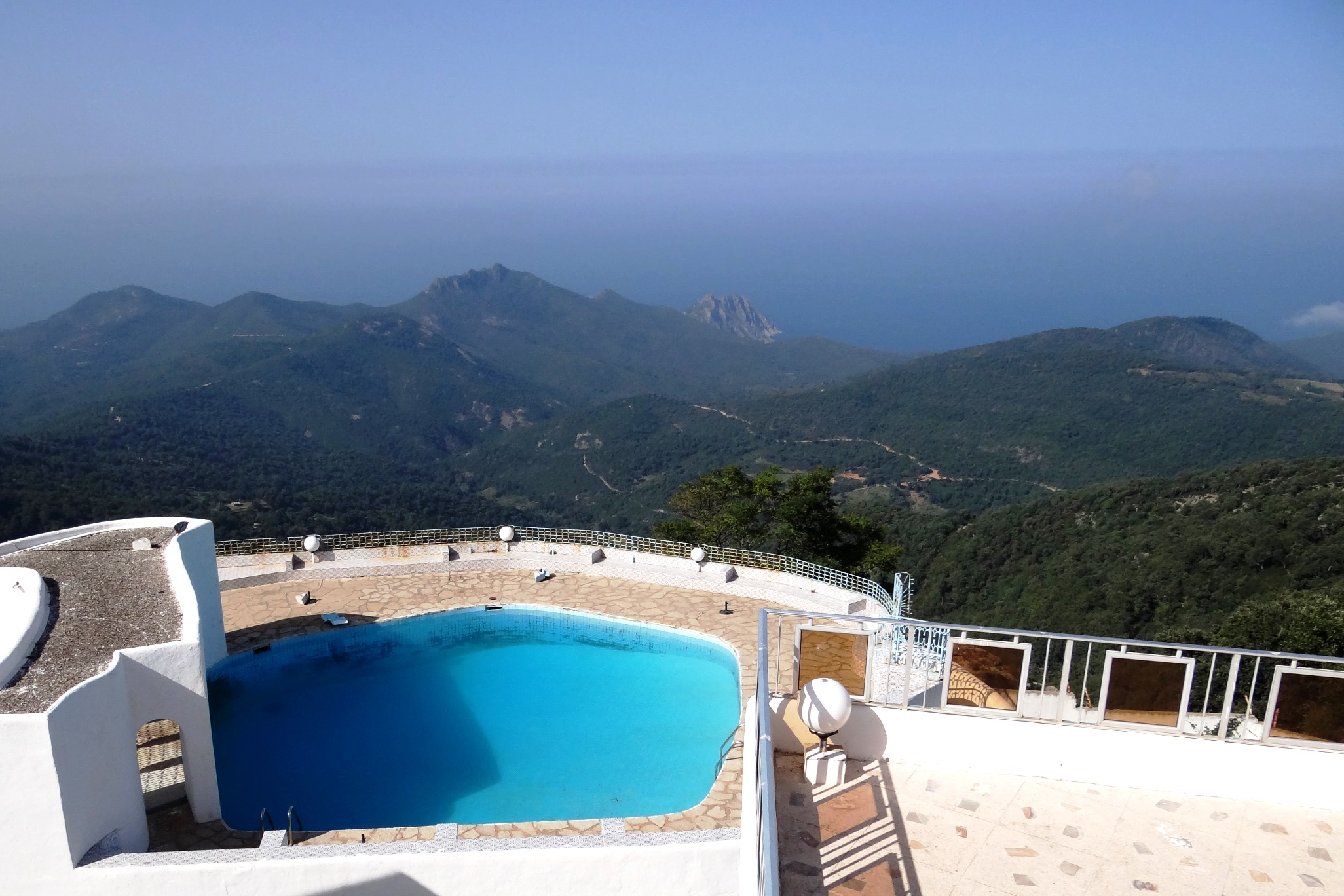
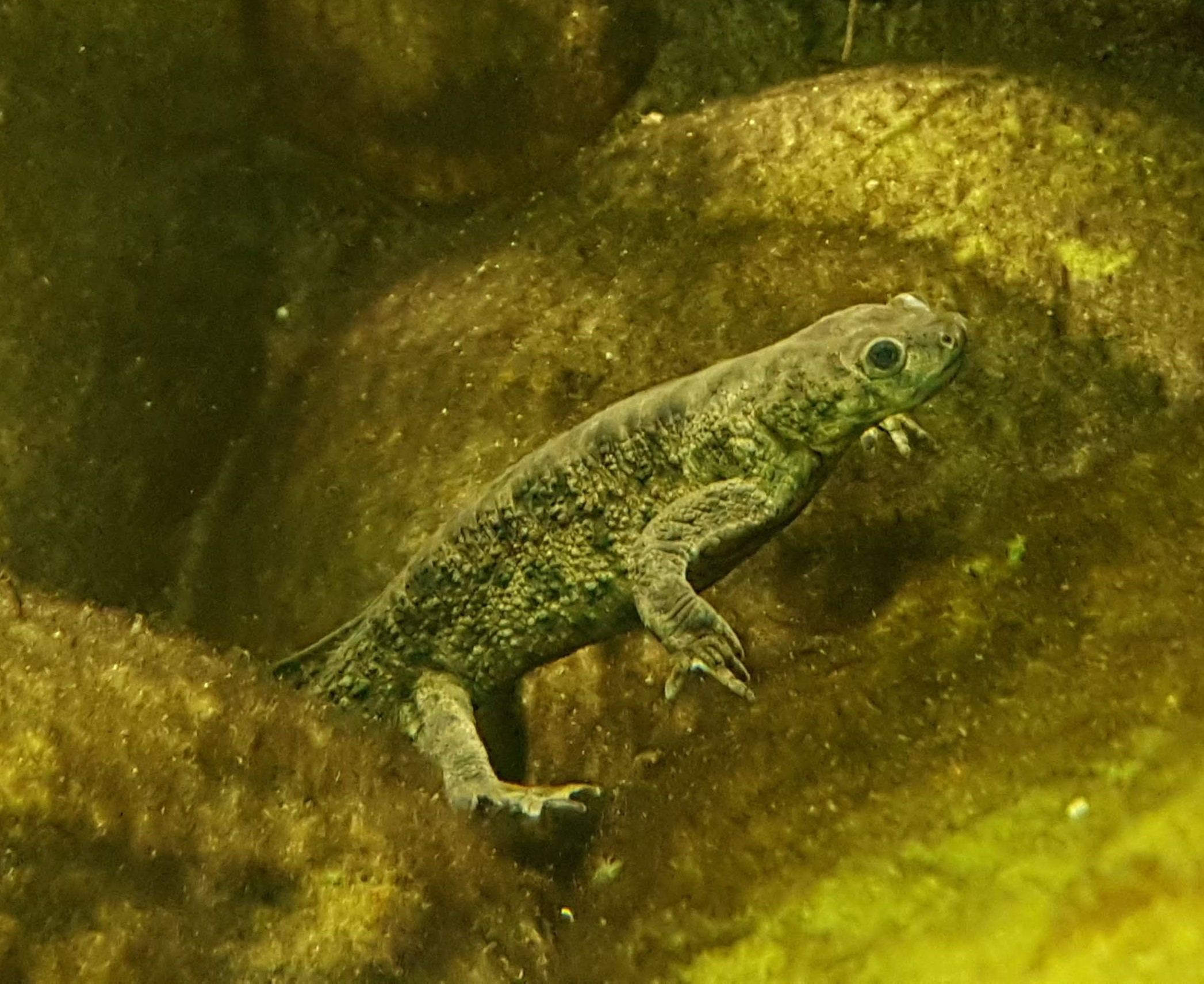